# NGC 6122
NGC 6122 је лентикуларна галаксија у сазвежђу Северна круна која се налази на NGC листи објеката дубоког неба.
Деклинација објекта је + 37° 47' 55" а ректасцензија 16h 20m 9,4s. Привидна величина (магнитуда) објекта NGC 6122 износи 14,6 а фотографска магнитуда 15,6. NGC 6122 је још познат и под ознакама MCG 6-36-32, NPM1G +37.0511, PGC 57858.